# Paflagonis
Els paflagonis (en grec antic Παφλαγόνες) eren un poble que va viure a la Paflagònia, al nord de l'Àsia Menor.
Homer en parla al "Catàleg dels troians", a la Ilíada i diu que van lluitar sota Pilemenes, el seu rei, al costat de Príam a la guerra de Troia. Eren una de les més antigues nacions d'Àsia.
El llibre del Gènesi parla d'un Rifat, segon fill de Gómer, del que Flavi Josep diu que va anar a poblar la Capadòcia. Els paflagonis estaven segurament emparentats amb els capadocis, que eren un poble semita i diferien molt en els costums i la llengua dels seus veïns tracis i gàlates. Altres teories els fan ancestres dels vènets, els macedonis, els eslaus i altres. Els més probable és que fossin descendents de les tribus kaska que havien lluitat contra els hitites.
Cressus de Lídia va conquerir el país cap a l'any el 550 aC i després del 546 aC va quedar inclosos en una satrapia persa, on els paflagonis eren governats pel seu propi rei segons fa notar Xenofont l'any 400 aC. El rei paflagoni va ser aliat d'Agesilau d'Esparta del 396 aC fins al 394 aC. Heròdot descriu els seus vestits i les seves armes. La seva armadura consistia en un peculiar tipus de cascs fets amb vímet, portaven escuts petits i llargues llances, a més de javelines i dagues. La seva cavalleria era molt celebrada ja que tenien excel·lents cavalls. Els antics paflagonis, segons Xenofont, Aristòfanes i Llucià de Samosata eren gent supersticiosa, ximple i tosca, tot i que sembla que els autors es referien més als habitants de l'interior que als de la costa. A més dels paflagonis i dels colons grecs a la costa, es parlava dels henets i dels macrones, dels que no se sap res, i podrien haver estat tribus dels mateixos paflagonis o potser immigrants estrangers.
Fins al temps de Cresos, els paflagonis estaven governats per reis independents, però aquest rei els va incloure dins del seu regne, el Regne de Lídia. Quan Cir el Gran va conquerir Lídia, va incorporar els paflagonis al seu imperi. Més tard, Alexandre el Gran va conquerir l'Imperi Persa i va annexionar-se el país. Al morir Alexandre, Paflagònia va correspondre nominalment a Èumenes de Càrdia però va seguir governada per prínceps independents; a la seva mort va seguir de fet independent tot i que els paflagonis depenien d'Antígon.
Mitridates I del Pont Ktistes (301–265 aC) va convertir el país en el seu vassall nominal però fins al 183 aC Farnaces I del Pont no va poder reduir la ciutat grega de Sinope a la costa de Paflagònia. En aquesta data el regne de Paflagònia es va unir més estretament al Regne del Pont i fins al 65 estava inclosa en aquell regne.
El regne de Paflagònia va passar al Pont cap a l'any el 110 aC segurament per extinció o deposició de la dinastia. El rei del Pont va repartir el país amb Nicomedes III Evergetes de Bitínia (128-91 aC), que va fer rei de la seva part al seu fill Pilemenes deposant al príncep paflagoni Astreodó, aliat de Roma. Els romans van imposar aviat la retirada dels bitinis i la regió va continuar sota reis propis.
Durant la Primera Guerra Mitridàtica, Gneu Pompeu va incorporar la zona costanera de Paflagònia a la província de Bitínia però l'interior va romandre sota els seus reis. En alguns moments els paflagonis van ser sotmesos pel Pont, l'any 74 aC) fins que el 65 aC el regne va serrecuperat pels romans i cedit a un cap gàlata que es va convertir en client de Roma. Quan la dinastia es va extingir el regne es va incorporar a Roma, dins la província de Galàcia, en una data desconeguda durant el regnat d'August. Sota domini romà la població es va romanitzar completament.